# Anne Cross
Anne Cross, född 16 april 1964, är en australisk friidrottare. Hon deltog vid olympiska sommarspelen 2000.